# Canavelles
|  | No s'ha de confondre amb Canovelles. |

Canavelles ([kənə'βeʎəs], en francès oficialment: Canaveilles) és una comuna nord-catalana de la comarca del Conflent. En el seu terme hi ha el poble de Llar, antiga comuna independent annexada a Canavelles el 1821.

## Etimologia
Segons Joan Coromines, el topònim Canavelles prové del col·lectiu diminutiu cannabētǔlas (conjunt de cànems petits), derivat de cannăbis (cànem).

## Geografia

### Localització i característiques generals del terme

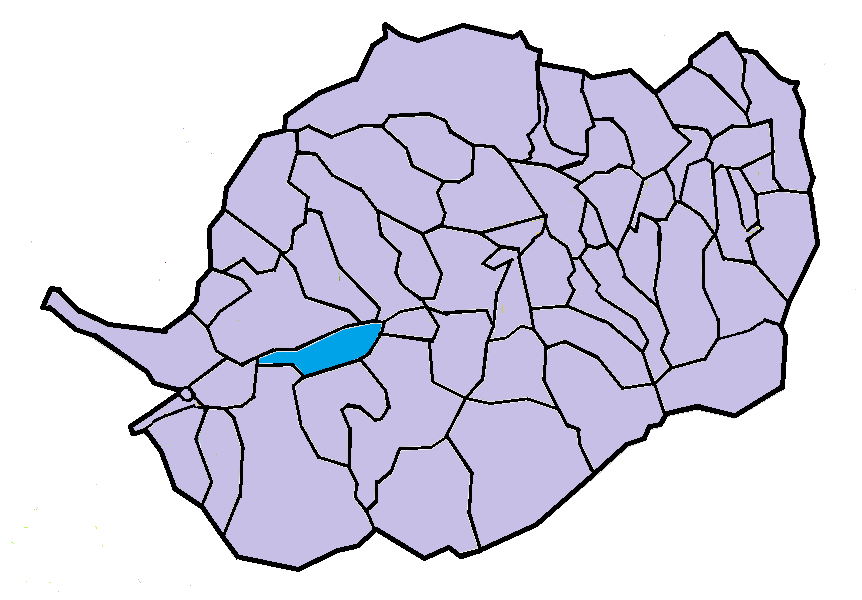
Situació de la comuna de Canavelles en el Conflent

El terme comunal de Canavelles, de 109.500 hectàrees d'extensió és situat a l'esquerra de la Tet. És a la zona sud-oest de la comarca. La de Canavelles és la trenta-sisena entitat municipal amb menys població dels Països Catalans i la quinzena de la comarca del Conflent.
El seu terme comunal és allargassat a l'esquerra de la Tet, en el coster que davalla cap al riu des del Serrat del Cortal i la Serra de Cervera. De fet, no arriba a tocar mai la llera del riu, ja que sempre s'hi interposa una franja del terme de Toès i Entrevalls. Antigament havia format dues entitats comunals diferents: la de Canavelles a l'est, prop d'Oleta, i la de Llar a l'oest, al nord de Toès de Llar, que ocupaven, aproximadament, la meitat del terme comunal cadascuna. Un contrafort de nord-oest a sud-est del Serrat del Cortal separava els dos termes.
El terme sencer és el pendís abans esmentat, que té com a punts culminants el Serrat de Clavera, al nord-oest del terme, que assoleix els 1.995,5 m alt en el seu cim més elevat, el Piló o Puig de Clavera. Tot el límit nord de la comuna està marcat, sempre al nord-oest, pels vessants del serrat esmentat, entre els 1.980 m alt en el trifini amb Sautó i Aiguatèbia i Talau, i els 1.600, al Planell de la Cabanassa, passant pels 1.995,5 abans esmentats. Al Planell de la Cabanassa, el termenal continua pel Serrat del Cortal, que puja fins als 1.553,9 m alt en el punt més elevat, el Puig de la Creu, i després davalla cap a llevant encara per la carena fins a prop de la Font del Guillemet. A partir d'aquest punt, el límit del terme de Canavelles deixa de seguir límits naturals, baixant cap al nord-est i després cap a l'est pel vessant nord de la serra, fins que arriba al quadrifini amb Aiguatèbia i Talau, Orellà i Oleta i Èvol, al Serrat de l'Home, a 766,6 m alt.
El límit meridional, com ja s'ha dit, és una línia paral·lela a la Tet, que va des dels 913,4 m alt a l'extrem sud-oest, fins als 642,7, al sud-est. Abans, però, el terme de Canavelles té un apèndix al nord-oest que roman allunyat de la Tet: el sector de Figamà, Travessat i Clavera, el límit meridional del qual segueix una línia trencada a certa alçada del coster, que passa pel Roc de l'Esquirol, el Roc de la Terrassera i el Roc de Mallorca, a una alçada que va davallant dels 1.900 metres al trifini amb Sautó i Fontpedrosa, fins als 1.425 a llevant del Roc de Mallorca, des d'on davalla per una carena secundària fins a la llera de la Tet.
El límit occidental, amb Sautó, és una línia quasi recta que oscil·la entre els 1.980 i els 1.900 m alt, i l'oriental, amb Oleta i Èvol i Soanyes, és una línia que marca un angle en els vessants nord, nord-est, est i sud-est del Serrat de l'Home, fins que arriba a toca de la llera de la Tec en el Molí del Pont Nou, entre els 766,6 m alt abans esmentats i els 642,7, també expressats anteriorment. El punt més alt del terme, així, doncs, són els 1.995,5 m alt del Serrat de Clavera, i el més baix, els 642,7 de la llera de la Tet a l'extrem oriental. El poble de Llar és a 1.400 m alt, i el de Canavelles, a 932.
Canavelles forma part del Parc Natural Regional dels Pirineus Catalans.
Termes municipals limítrofs:
|             | Aiguatèbia i Talau / Orellà | Oleta i Èvol |
| Sautó       |                             | Soanyes      |
| Fontpedrosa | Toès i Entrevalls           | Nyer         |

### Canavelles

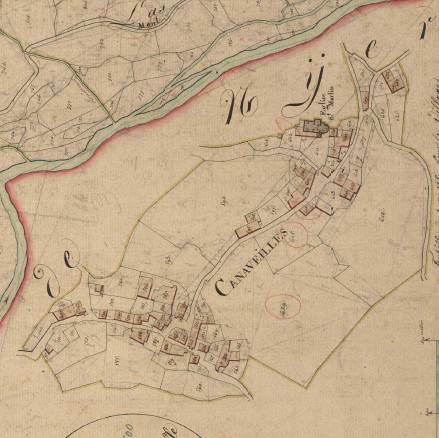
Canavelles en el Cadastre napoleònic del 1812 (Arxius Departamentals dels Pirineus Orientals, ADPO)

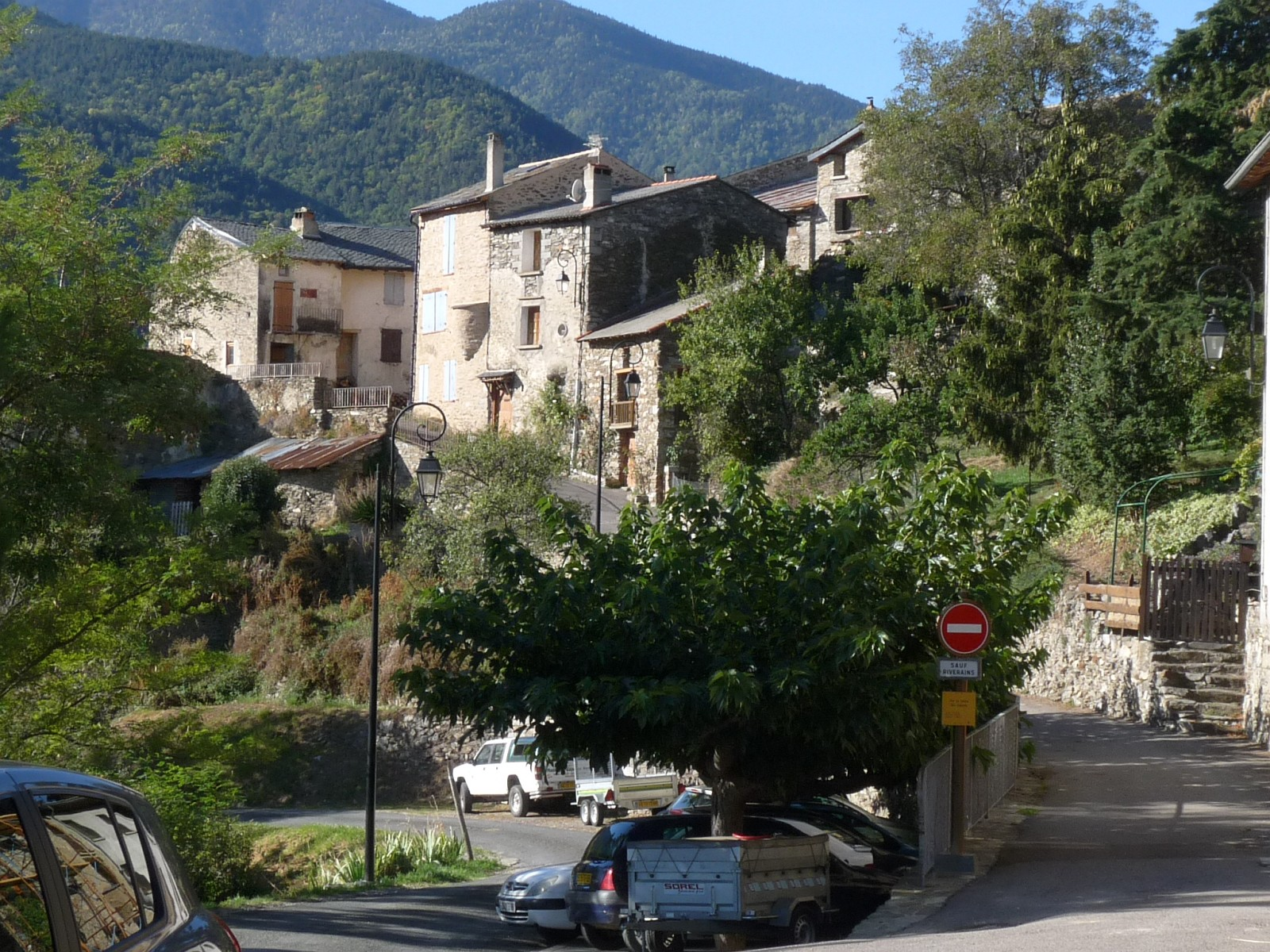
El poble de Canavelles

El poble de Canavelles és enfilat en el coster al sector oriental del terme comunal, bastant a prop d'Oleta, Orellà, Marians i Soanyes. Té les cases graonades en el coster on es troba, des d'on es domina la vall de la Tet. La carretera que hi puja des del fons de la vall de la Tet és una carretera plena de revolts tancats, per tal de guanyar alçada. Està format bàsicament per dos barris. El de més al nord-est té l'església parroquial de Sant Martí de Canavelles, romànica, al costat del cementiri.
A prop del poble, al nord-est, hi hagué la torre anomenada el Far, o la Torre, de Canavelles, ara desapareguda. També cal esmentar el Pont dels Banys, que arrenca del terme de Canavelles per anar cap als Banys de Toès que, malgrat el seu nom, són en terme de Nyer.

### Llar

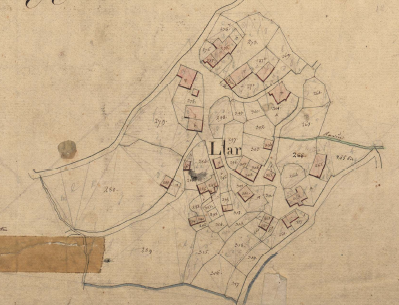
Llar en el Cadastre napoleònic del 1812 (ADPO)

Llar és a la part occidental del terme, enlairat en el coster que forma el terme sencer de Canavelles, en un petit replà al mig del coster. L'església vella de Sant Andreu, amb el cementiri vell, és uns 500 metres apartada al nord-est del poble. Dins del poble hi ha actualment la nova església de Sant Andreu, construïda el segle xix, i a prop seu, a la part més alta, les restes del Castell de Llar. Al segle xvi els seus possessors, el monestir de Cuixà, infeudaren el lloc a Joan Sirac i de Serrabou, els descendents del qual es cognominaren de Llar, fins que en foren desposseïts el 1674 a ran de la seva implicació en la conspiració de Vilafranca.

### Els Banys de Canavelles
L'antic balneari dels Banys de Canavelles és a la riba esquerra de la Tet en el sector més oriental del terme, gairebé al davant del poble d'En i a prop al nord-est dels Banys de Toès. Són a prop al sud del poble de Canavelles, a la zona dels Graus de Canavelles, un paratge molt abrupte en el pas de la Tet, que antigament motivà l'existència de diversos castells per defensar aquest pas (Castell de Nyòvols, Torre de Nyòvols, Castell de Serola) i la fundació del monestir de Sant Andreu d'Eixalada.

### Castell de Nyòvols

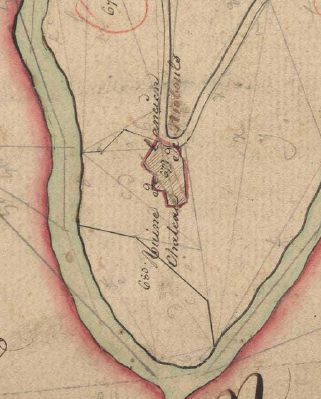
El castell de Nyòvols en el Cadastre napoleònic del 1812 (ADPO)

Les restes del Castell de Nyòvols, o d'Enyòvols (de vegades també grafiat Niòbols), estan situades en una elevació per damunt dels Banys de Canavelles, a la riba esquerra de la Tet. Al davant seu, a la dreta de la Tet i, per tant, dins de l'actual terme de Nyer, hi ha les restes de la Torre de Nyòvols, que formava part del sistema de control medieval del pas per l'estreta vall de la Tet als Graus de Canavelles, pas obligat cap a la Cerdanya des del Rosselló i la major part del Conflent. Les restes del castell, molt desfetes, són lleugerament al sud del cim del turó travessat pel túnel de la carretera que hi ha poc després de l'arrencada de la carretera que puja cap al poble de Canavelles, i molt a prop del quart gran revolt d'aquesta segona carretera.

### Castell de Serola (o de s'Erola)

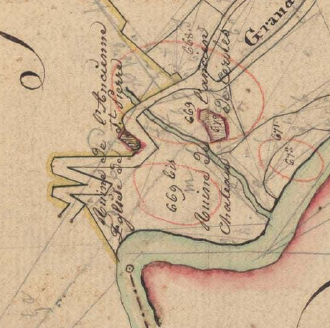
El Castell de Serola i l'església de Sant Pere en el Cadastre napoleònic del 1812 (ADPO)

El Castell de Serola, o de s'Erola, era una de les tres construccions militars medievals que controlaven el pas pels Graus de Canavelles. És dessota del poble de Canavelles, a prop a ponent de les restes de l'església de Sant Pere d'Eixalada i al nord-oest del Castell de Nyòvols.

### Sant Pere d'Eixalada, o de Serola, o de les Graus
Les ruïnes de l'església de Sant Pere d'Eixalada, o de Serola (o s'Erola), o de les Graus són al sud-oest del poble de Canavelles, en el Solà de les Graus. És a prop a llevant del Castell de Serola, o de s'Erola. Correspon a l'antic poble d'Erola, o de s'Erola, del qual només romanen les restes d'aquesta església i del castell proper.

### Els masos del terme
El terme de Canavelles, o de Canavelles i Llar, no té masos dispersos, a part del Xalet del Dentista, que no és d'ús agrícola. Ara bé, sí que hi ha algunes construccions disperses al llarg i ample del terme: la Cabana del Gavatxó, el Cortal de les Caussines, els dos Cortals de Barlís, el Cortal Calló, o Baduix, el Cortal de la Cabanassa, o d'en Broc, el Cortal de Demonte, el de l'Espanyol, el del Monet, el del Pagaire, el del Roquet, el d'en Bouer, o de Camillongues, el d'en Carrera, abans d'en Manalt o del Peire, el d'en Cigala, el d'en Guillemet, el d'en Pagès, o dels Avellaners, un altre d'en Pagès, o d'en Bigorra, el Cortal Frarer, o d'en Ferrer, el Cortal Lluís, o d'en Batlle, els Cortals de la Font Garrabó, i els d'en Carrera. A l'extrem oriental del terme hi ha el Molí del Pont Nou, en part en el veí terme de Nyer. També cal esmentar l'oratori de Santa Anna, entre Llar i la seva antiga església de Sant Andreu.

### Hidrònims

#### Cursos d'aigua
Els cursos d'aigua de Canavelles discorren quasi tots de nord a sud, lleugerament decantats de nord-oest a sud-est, per tal de vessar en la Tet, quasi tots ja dins del veí terme de Toès i Entrevalls. Així, de ponent a llevant es troben el Torrent dels Avellaners, el del Falguerar i el dels Camps del Peirer, que discorren units en el seu tram final. Més a llevant, el Còrrec de Voise, el de la Mollera, el del Camí Nou, el Còrrec de la Closa i el Torrent dels Estallats de la Luja. Continuant cap a l'est, es troba el Torrent de l'Oratori, o de la Coma, amb el Torrent de la Torre, que prové del poble de Llar, el Còrrec o Torrent dels Estallats, el de les Encantades, el de Sant Genís i el de Querangle, amb el de les Caussines; tots els anteriors són dins de l'antic terme de Llar. Ja en el vell territori de Canavelles, hi ha el de Querangle (diferent de l'anterior), el Torrent de l'Orri, o de Clavera, el Còrrec de Cóm, amb el Còrrec dels Garrigalls, el Còrrec de Ricolba, el de les Roquetelles, el Còrrec de la Font d'Avall, el Còrrec de Coma Descent, el Còrrec de les Voltes, el Còrrec dels Plandors i el Còrrec de la Garriga.
Al nord-est del terme hi ha alguns còrrecs que discorren a la inversa, de sud-oest a nord-est, cap al terme d'Aiguatèbia i Talau: còrrecs del Marrà, de Font Garrabó i de Barlís.

#### Canals d'irrigació
En el terme de Canavelles hi ha el Rec de Llar i Canavelles, molt important per als dos pobles d'ençà que fou construït, i el Rec del Molí.

### Orònims
Els topònims que indiquen formes de relleu o indrets geogràfics específics es poden classificar en boscs, com el Bosc Comunal de Canavelles; clots, com el Clot del Beç i els Clots; colls, com el Coll o Collet de Querangle; comes, com la Coma i la Coma del Freixe; congosts, com els Graus de Canavelles; coves, com la Cova dels Llops o la d'en Drilles; muntanyes, com el Piló o Puig de Clavera, el Puig de la Creu, el Puig de o d'en Vidal; planes, com la Plana, el Planal de la Collada, el Planell de Jaguinta, el Planell de la Cabanassa, el Planell de Querangle, els Planells de Canavelles; roques específiques, com la Roca Frisada, el Roc de Cancallès, el Roc de Creuat, el Roc de la Terrossera, el Roc de les Encantades, el Roc de l'Esquirol, el Roc dels Traspassats, el Roc de Mallorca, el Roc de Querangle, el Roc Pla i els Rocs Espatllats; serres i serrats, com la Serra (dues de diferents), la Serra de Clavera, el Serrat del Cortal, el Serrat del Gavatxó, el Serrat de l'Home, i solanes, com el Solà, el Solà del Molí, el Solà dels Graus i les Solanes.

### El terme comunal
Els indrets específics o partides del terme de Canavelles són les Artigues, els Avellaners, els Bacs, Barlís, Barlís de Baix, el Barri d'en Drilles, la Cabanassa, Cal Ramon, el Camp de la Burra, el Camp de la Font, el Camp de l'Amorer, el Camp del Cirer, el Camp del Dentista, el Camp de l'Era, el Camp de l'Orri, el Camp d'en Cigala, el Camp de Sant Andreu, el Camp Som, els Camps de Coma i els Camps del Peirer, Cancallès, les Caussines, Clavera, els Cortals, el Creuat, les Creus, Eixalada, les Encantades, les Escolomines, les Estallades, els Estallats, el Falguerar, la Feixa de la Rosa, Figamà, el Fornàs, la Garriga del Bordes, els Garrigalls, el Llistoner, la Llosera d'Eixalada (nom antic), el Malpàs, Nyòvols, o Niòbols, o Enyòvols, l'Orri, els Plandors, els Pomers, el Pont dels Banys, Porrets, el Pou de Santa Bàrbara, el Prat de Peira Alta, els Quatre Ullals, Querangle, la Riba del Camp del Martí, la Riba d'en Larrieu, Roquetelles, les Saleres, Santa Anna, Travesset, o els Planells de Travesset, i les Voltes.
Alguns dels topònims indiquen senyals termenals: el Cim de les Saleres de Pedres Blanques de Figamà, la Creu de Ferro, la Creu de Figamà, la Creu de la Font del Toll, la Creu del Fons del Planal de la Collada, la Creu del Planal de la Cabanassa, la Creu del Planal de la Collada, la Fita de la Cabanassa, la Pedra Moladora, el Piló de Figamà, el Prat de Jaume Anglès, la Roca Senyalada, el Roc de la Bastellada Llarga, el Roc de la Collada, el Roc de la Pedra Alta, el Roc de la Terrossera, el Roc del Camp d'en Gotanegra, el Roc del Camp d'en Romeu, el Roc de les Costes, el Roc de les Creus (dos de diferents), el Roc de les Dues Creus, el Roc de les Saleres de Pedres Blanques de Figamà, el Roc del Malpàs, el Roc del Puig d'en Vidal, el Roc dels Llops, el Roc de Mallorca, les Saleres del Camp de l'Auró i la Vinya del Miàs.

## Transports i comunicacions
Els pobles de Canavelles i de Llar estan tan mal comunicat com tots els altres pobles petits de la comarca. És cert que l'extrem meridional del terme es troba al fons de la vall de la Tet, per on circulen les carreteres principals de la comarca, però tant Canavelles com Llar estan enlairats en el coster de la muntanya, allunyats, per tant, de la carretera general.

### Carreteres
La carretera N - 116 (Perpinyà - la Guingueta d'Ix), la carretera que fa d'enllaç bàsic del Conflent, que, venint de Perpinyà, té forma d'autovia fins a prop de Bulaternera, passa pel terme. Aquesta carretera ressegueix el traçat de l'antiga Via Confluentana medieval i possiblement romana.
Hi ha també la carretera D - 28 (N - 116, a Canavelles - Canavelles, que en tres quilòmetres de forta pujada amb revolts molt tancats puja fins al poble de Canavelles. A Llar hi pugen només carreteres locals.

### Ferrocarril
El ferrocarril de la línia del Tren Groc no trepitja en cap moment el terme de Canavelles. L'estació d'Oleta, que rep el nom d'Estació d'Oleta-Canavelles, és l'estació que serveix els ciutadans de Canavelles i de Llar.

### Transport públic col·lectiu
Amb la línia 260 de Le bus à 1 € passa el mateix que amb el tren: Oleta serveix de parada al poble de Canavelles (i Toès al de Llar), atès que si bé la línia passa pel terme de Canavelles, no hi té parades.
Els pobles de Canavelles i de Llar només disposes del TAD (Transport à la demande), com tots els altres pobles petits del Conflent.

### Els camins del terme
Els camins que enllacen Canavelles i Llar amb els pobles i termes veïns són el Camí de Canavelles, el de Fontpedrosa, el del Molí de la Torre des de Cabrils, el de Sautó, el de Talau des de Llar, el de Toès, el d'Oleta des de Canavelles, el Camí Reial, el Camí Vell de Talau, des de Canovelles, el Camí Vell d'Oleta des de Llar, la Ruta de Baix, o de Fontpedrosa, la Ruta de Montlluís i la Ruta de Prada. Els camins interiors del terme són el Camí del Bosc, el de Llar, el dels Avellaners i el Camí o Ruta dels Canons, o de les Llançades.

## Activitats econòmiques
L'activitat agrícola, a Canavelles i Llar, és actualment molt reduïda: unes 100 hectàrees, en 5 explotacions, gairebé del tot dedicades a farratges i pastures. Només 2 hectàrees es dediquen a cereals, horta i arbres fruiters. La ramaderia és una mica més extensa: uns 200 caps d'oví, un centenar de caps de cabrum i a penes una desena de cavalls i eugues.

## Història
Els termes de Llar i Canavelles eren pràcticament del tot feus del monestir de Sant Andreu d'Eixalada, del qual passà al de Sant Miquel de Cuixà. Una bona part procedia de donacions comtals (de Rotruda, filla de Berà I de Rasès i de Conflent, i després de Barcelona, les primeres). El monestir de Cuixà, a través de la figura del seu Cambrer, conservà la senyoria de Canavelles fins a la fi de l'Antic Règim. Entre el segle xii i el XIV aparegués una família de cavallers cognominada de Canavelles que, molt possiblement, assegurava les guàrdies dels castells de Nyòvols i Serola.

## Demografia

### Demografia antiga
La població està expressada en nombre de focs (f) o d'habitants (h)
| 12 f | 15 f | 8 f | 2 f | 2 f | 4 f | 7 f | 25 f | 12 f | 150 h | 30 f | 30 f |

(Fonts: Pélissier, 1986.)

### Demografia contemporània
| Evolució de la població |      |      |      |      |      |      |      |      |
| 1793                    | 1800 | 1806 | 1821 | 1831 | 1836 | 1841 | 1846 | 1851 |
| 170                     | 155  | 154  | 189  | 272  | 282  | 294  | 315  | 295  |

| 1856 | 1861 | 1866 | 1872 | 1876 | 1881 | 1886 | 1891 | 1896 |
| ---- | ---- | ---- | ---- | ---- | ---- | ---- | ---- | ---- |
| 272  | 281  | 254  | 225  | 249  | 203  | 209  | 226  | 210  |

| 1901 | 1906 | 1911 | 1921 | 1926 | 1931 | 1936 | 1946 | 1954 |
| ---- | ---- | ---- | ---- | ---- | ---- | ---- | ---- | ---- |
| 205  | 194  | 180  | 140  | 122  | 94   | 83   | 57   | 57   |

| 1962 | 1968 | 1975 | 1982 | 1990 | 1999 | 2006 | 2007 | 2012 |
| ---- | ---- | ---- | ---- | ---- | ---- | ---- | ---- | ---- |
| 47   | 27   | 40   | 50   | 73   | 58   | 50   | 49   | 48   |

| 2015 |
| ---- |
| 38   |

Fonts: Ldh/EHESS/Cassini fins al 1999, després INSEE a partir deL 2004

### Evolució de la població

Evolució de la població

## Administració i política

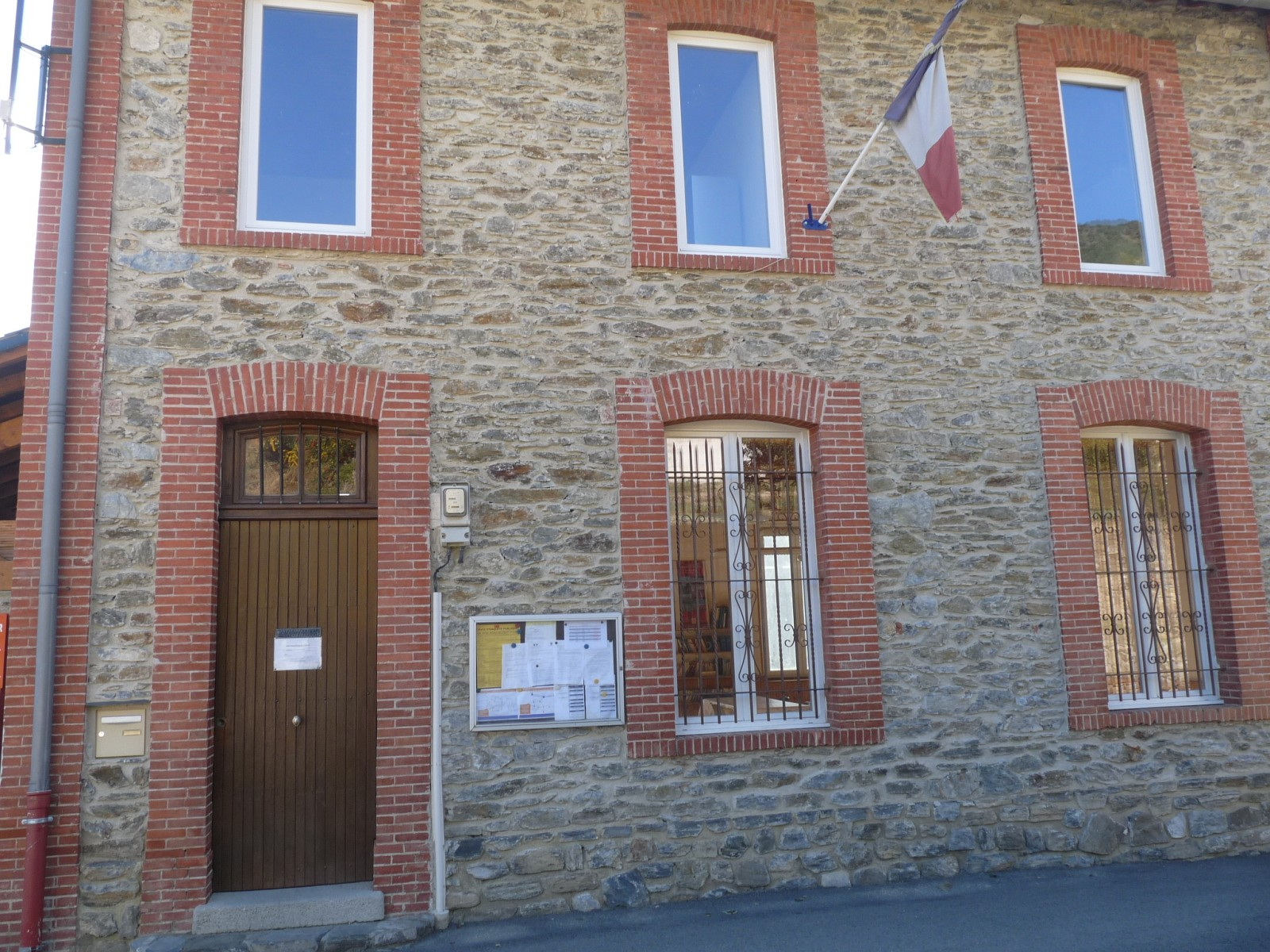
La Casa del Comú de Canavelles

### Batlles
| Alcalde        | Període                       |
| -------------- | ----------------------------- |
| Alain Reig     | Març del 2001 - Març del 2008 |
| Bernard Malpas | Març del 2008 - Moment actual |

### Legislatura 2014 - 2020

#### Batlle
- Sébastien Neus.

#### Adjunts al batlle[15]
- 1a: Octave Juvina
- 2n: Michel Sopena..

#### Consellers municipals
- Michel Bleunven
- Jacqueline Hoogeboom
- Jean-Jacques Seguin.

### Adscripció cantonal

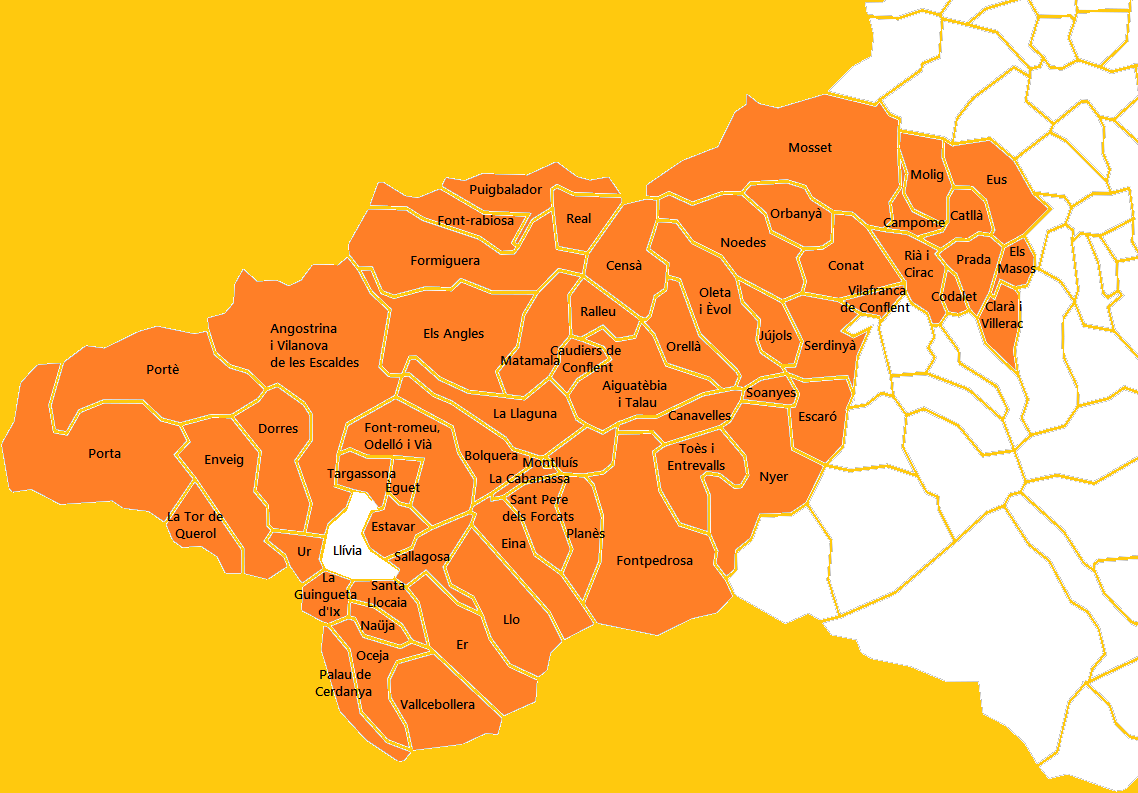
Mapa del Cantó dels Pirineus Catalans

A les eleccions cantonals del 2015 Canavelles ha estat inclòs en el cantó número 13, dels Pirineus Catalans, que inclou els pobles d'Angostrina i Vilanova de les Escaldes, Bolquera, Dorres, Èguet, Eina, Enveig, Er, Estavar, Font-romeu, Odelló i Vià, la Guingueta d'Ix, Llo, Naüja, Oceja, Palau de Cerdanya, Porta, Portè, Sallagosa, Santa Llocaia, Targasona, la Tor de Querol, Ur i Vallcebollera, de la comarca de l'Alta Cerdanya, els Angles, Font-rabiosa, Formiguera, Matamala, Puigbalador i Ral, de la del Capcir, i les viles de Montlluís, Prada i Vilafranca de Conflent i els pobles d'Aiguatèbia i Talau, la Cabanassa, Campome, Canavelles, Catllà, Caudiers de Conflent, Censà, Clarà i Villerac, Codalet, Conat, Escaró, Eus, Fontpedrosa, Jújols, la Llaguna, Els Masos, Molig, Mosset, Noedes, Nyer, Oleta i Èvol, Orbanyà, Orellà, Planès, Ralleu, Rià i Cirac, Sant Pere dels Forcats, Sautó, Serdinyà, Soanyes i Toès i Entrevalls, de la del Conflent, amb capitalitat a Prada. Són conselleres per aquest cantó Jean Castex i Hélène Josende, de la Unió de la Dreta.

### Serveis comunals mancomunats
Canavelles forma part de la Comunitat de comunes de Conflent - Canigó, amb capitalitat a Prada, juntament amb Prada, Arboçols, Campome, Campossí, Castell de Vernet, Catllà, Clarà i Villerac, Codalet, Conat, Cornellà de Conflent, Escaró, Espirà de Conflent, Estoer, Eus, Fillols, Finestret, Fontpedrosa, Fullà, Jóc, Jújols, Marqueixanes, els Masos, Mentet, Molig, Mosset, Noedes, Nyer, Oleta i Èvol, Orbanyà, Orellà, Pi de Conflent, Rià i Cirac, Rigardà, Saorra, Serdinyà, Soanyes, Sornià, Tarerac, Taurinyà, Toès i Entrevalls, Trevillac, Vallestàvia, Vallmanya, Vernet, Vilafranca de Conflent i Vinçà.

## Ensenyament i Cultura
Com la majoria de pobles petits del Conflent, Canavelles i Llar no tenen actualment escola pròpia i, com a la major part, l'edifici de les antigues escoles públiques de Canavelles serveix avui dia de Casa del Comú. Els seus infants van preferentment a les escoles de Fontpedrosa, la Llaguna o Oleta, principalment, els seus adolescents i joves, per a secundària als col·legis de Prada i Font-romeu, i per al batxillerat als liceus dels mateixos llocs anteriors.

## Llocs d'interès
- Església de Sant Martí de Canavelles
- Castell de Serola, en ruïnes
- Església de Sant Pere d'Eixalada, en ruïnes
- Castell de Nyòvols, en ruïnes
- Castell de Llar, en ruïnes
- Esglésies de Sant Andreu de Llar, una de romànica, desafectada, i una de moderna, del segle xix.